# Ludwig der Blinde
Ludwig III. Bosonides, genannt der Blinde (* um 881/882; † 5. Juni 928 in Arles) aus der Familie der Buviniden war König von Niederburgund 887 bis 928, König der Langobarden (= Italien) 900 bis 905, womit er auch einer der Nationalkönige war, und Römischer Kaiser 901/902 bis 905.
Er war der Sohn von Boso von Vienne und dessen Gattin Ermengard, einer Tochter von Kaiser Ludwig II. von Italien. Nach seines Vaters Tod huldigte er als unmündiger Erbe zusammen mit seiner Mutter Kaiser Karl dem Dicken und empfing von ihm sein Erbe als Lehen. In demselben Verhältnis stand Ludwig auch zu Karls Nachfolger Arnolf von Kärnten.
In den letzten Monaten des Jahres 890 wählte das Konzil der Prälaten und feudalen Großen in Valence Ludwig zum König von Arles, zum König der Provence und zum König von Burgund.
Ludwig wurde 900 auch König der Langobarden (= Italien) in der Kirche San Michele Maggiore in Pavia und im Februar 901 von Papst Benedikt IV. zum Kaiser gekrönt. 905 unterlag er Berengar von Friaul, der ihn durch Blendung zum Blinden machte und aus Italien vertrieb. Graf Hugo von Arles wurde Ludwigs Regent in Niederburgund und nach seinem Tod 928 auch sein Nachfolger als König.
Ludwig war zweimal verheiratet. Seine erste Ehe schloss er um 900 mit Anna von Byzanz (* 886; † vor 914), Tochter des byzantinischen Kaisers Leo VI., seine zweite 914 mit Adelheid von Burgund, wahrscheinlich einer Tochter des Königs Rudolf I. aus der Familie der Welfen.
Aus jeder Ehe hatte er einen Sohn:
- Von Anna: Karl Konstantin (* wohl 901; † nach Januar 962) 928/930 Graf von Vienne

⚭ Teutberga von Troyes († nach 960) Tochter des Grafen Warnarius und Teutberga von Arles
- Von Adelheid: Rudolf († nach 19. März 929)